# Мария Захариева
Вижте пояснителната страница за други личности с името Мария Захариева.
Мария Симеонова Захариева е българска партизанка и политик от БКП, народен деятел на изкуството и културата.

## Биография
Родена е на 11 април 1923 г. в София. Член на РМС от 1937 г., а на БКП от 1943 г. От 1943 г. е партизанка в Кюстендилския партизански отряд „Драговищица“, а след това и в Трънския партизански отряд. След 9 септември 1944 г. става секретар на Околийския комитет на РМС в Кюстендил, а после е инструктор и завеждащ отдел в ЦК на РМС. Между 1951 и 1958 г. е секретар на ЦК на ДСНМ. След това е последователно първи секретар на Димитровския районен комитет и секретар на Градския комитет на БКП в София и първи заместник-министър на вътрешната търговия. Множество пъти е член на Столичния народен съвет. От 1971 г. е заместник-министър на външните работи. Председател е на Националната комисия на НРБ за ЮНЕСКО. Членува в Комитета на движението на българските жени, Националния комитет за защита на мира и други. От 1962 до 1966 г. е кандидат-член на ЦК на БКП, а от 1966 до 1990 г. е член на ЦК на БКП. Носител е на Димитровска награда и е награждавана с орден „Георги Димитров“.